# Kolenica
 Kolenica  falu Horvátországban Zágráb megyében. Közigazgatásilag Rakovechez tartozik.

## Fekvése
Zágrábtól 32 km-re, községközpontjától 4 km-re északkeletre, a megye északkeleti részén fekszik.

## Története
A falunak 1910-ben 107 lakosa volt. Trianonig Belovár-Kőrös vármegye Kőrösi járásához tartozott. 2001-ben 23 lakosa volt.

## Lakosság
| Lakosság változása | Lakosság változása | Lakosság változása | Lakosság változása | Lakosság változása | Lakosság változása | Lakosság változása | Lakosság változása | Lakosság változása | Lakosság változása | Lakosság változása | Lakosság változása | Lakosság változása | Lakosság változása | Lakosság változása |
| ------------------ | ------------------ | ------------------ | ------------------ | ------------------ | ------------------ | ------------------ | ------------------ | ------------------ | ------------------ | ------------------ | ------------------ | ------------------ | ------------------ | ------------------ |
| 1857               | 1869               | 1880               | 1890               | 1900               | 1910               | 1921               | 1931               | 1948               | 1953               | 1961               | 1971               | 1981               | 1991               | 2001               |
| 0                  | 0                  | 0                  | 0                  | 47                 | 107                | 62                 | 52                 | 52                 | 65                 | 67                 | 32                 | 44                 | 26                 | 23                 |

## Külső hivatkozások
Rakovec község hivatalos oldala